# Berlin (Holmes County)
|  | Dieser Artikel wurde aufgrund von inhaltlichen Mängeln auf der Qualitätssicherungsseite des Projektes USA eingetragen. Hilf mit, die Qualität dieses Artikels auf ein akzeptables Niveau zu bringen, und beteilige dich an der Diskussion! Eine nähere Beschreibung der zu behebenden Mängel fehlt. |

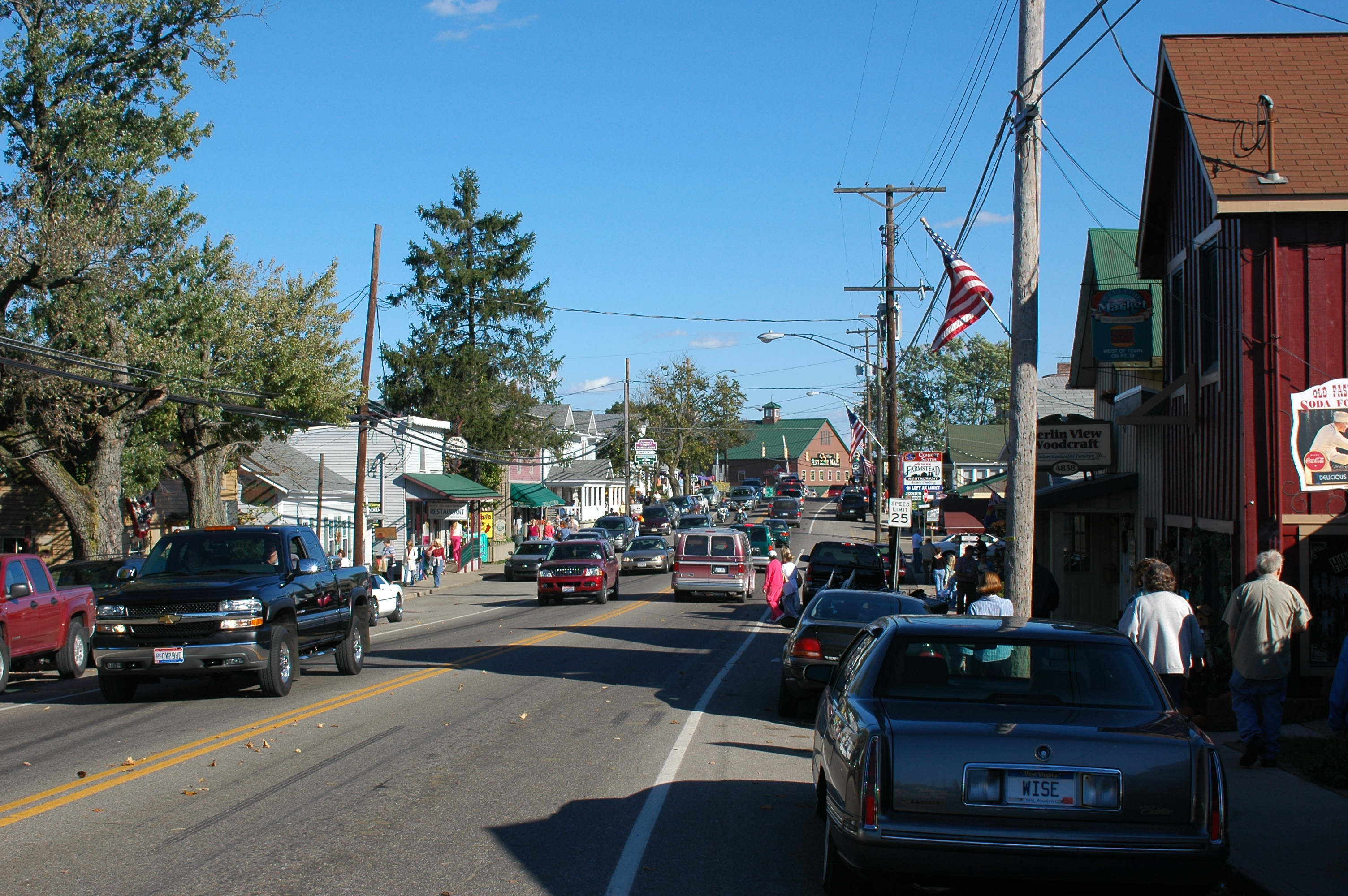
Straßenbild in Berlin, Holmes County, Ohio

Berlin ist ein Ort im Holmes County, US-Bundesstaat Ohio, etwa 60 Meilen nordöstlich von Columbus. Der Ort wurde 1811 gegründet. Das U.S. Census Bureau ermittelte bei der Volkszählung 2020 eine Einwohnerzahl von 4546. Es handelt sich dabei um die größte Ortschaft der Amischen in den USA.
Berlin ist geprägt durch die Lebensweise der Amish, die auf moderne Errungenschaften weitgehend verzichten. So gibt es in diesen Haushalten weder Elektrizität noch ein Telefonnetz. Die Amish nutzen als Fahrzeuge ausschließlich Kutschen. Außerhalb der Amish-Gemeinde stellt Berlin allerdings besonders aufgrund des Tourismus, angelockt durch das Interesse an den Amish, einen modernen Ort dar. Die Wirtschaft ist außerdem bestimmt durch Landwirtschaft sowie durch die ansässige Möbelindustrie.

## Verkehr
Durch den Ort verläuft der U.S. Highway 62, der in der Ortsmitte auf die Ohio State Route 39 trifft. Damit ist Berlin gut an das Straßennetz von Ohio angebunden. Der nächste Flughafen ist der Holmes County Airport nahe Millersburg.

## Söhne und Töchter der Stadt
- Atlee Pomerene (1863–1937), Politiker, US-Senator und Vizegouverneur von Ohio